# Isoneuromyia lopesi
Isoneuromyia lopesi är en tvåvingeart som beskrevs av Lane 1950. Isoneuromyia lopesi ingår i släktet Isoneuromyia och familjen platthornsmyggor. Inga underarter finns listade i Catalogue of Life.